# Bob a Bobci
Bob a Bobci je folková skupina založená Josefem Bobem Zelenkou, spolu s René Ježkem Křížem a Janem Vyskočilem v roce 1995. Kapela hrála převážně písně Kapitána Kida a Wabiho a Mikiho Ryvolových. Příchodem Věrky Křížové (tehdy Teršípové), Lenky Špinkové (tehdy Krauseové) a Lenky Vokounové se v roce 1998 začali Bob a Bobci ubírat úplně jiným směrem. Hráli písně skupiny Nezmaři, Nerez, atd.
V roce 2002 přišel druhý zlom, kdy skupina začala hrát vlastní písně, kdy texty Věrky Křížové zhudebnil René Ježek Kříž. V roce 2003 se poprvé přes konkurs dostávají na velký festival Zahrada. Od té doby se postupně otrkávají i na těch dalších, menších festivalech. Namátkou třeba Slunovrat, Mohelnický dostavník, Babí léto na Kyselce, Bezmezná Mezná, Osecká kytara, Chlumecký guláš, Lázeňská folková loděnice, Folková Ohře…
V roce 2005 se probojovali do finále Trampské Porty v Ústí nad Labem. V témže roce kapelník Bob onemocněl a na čas jej zaskočil baskytarista ze skupiny Stráníci „Tomáš Anťa Kuncl“. Ze Zahrady si odvážejí 4. místo z 500 kapel. Podobné umístění se jim podařilo ještě dvakrát. Bob se uzdravil, natáčejí první demosnímek se čtyřmi písničkami a v roce 2007 natočili ve studiu v Tymákově své první autorské album s názvem Když venku prší. Následoval křest CD a po něm rána největší, kdy Josef Bob Zelenka v den zkoušky umírá.
Bob a Bobci uvažovali o ukončení činnosti, avšak díky emailům a zprávám se slovy nejen pochopení, soucítění, ale i podpory a povzbuzení, se kapela rozhodla pokračovat a zachovat si i název kapely „Bob a Bobci“. Na Bobovo místo přichází na okamžik Petr Elman a následně je vystřídán Tomášem Anťou Kunclem.
Kapela získává v roce 2007 v Ústí nad Labem ocenění nejvyšší, a to Mezinárodní Diváckou Portu, dále Mezinárodní Interpretační Portu a ocenění za přínos trampské muzice, přestože se kapela považuje za folkovou.
V roce 2014 vydávají druhé CD s názvem Za(dosti)snění. Na CD jsou kromě autorské tvorby i dvě převzaté a darované písně od Pepy Štrosse a Kapitána Kida.
V roce 2015 oslavují 20 let a vychází dvojalbum ze živého koncertu v duchcovském kině Lípa. 
Bob a Bobci pořádají charitativní koncerty pro konkrétně vybrané postižené děti pod názvem „Bobování“, které se konají v Hrobu, poslední letní festival pod názvem „Křižanovský Vaťák“, který se koná v Křižanově.
Velmi oblíbené byly i nepravidelné pořady v duchcovském „Divadle M“ s názvem "Večery pod oprátkou" a později „Zpívání dovoleno“.
V současné době pořádají pravidelné Vánoční koncerty s hosty v duchcovském kině Lípa a natáčejí ve studiu Ponte records v Mostě nové album, které by mělo být pokřtěno v listopadu 2023.
Členové kapely působili v minulosti v těchto souborech: Střepy (Světec), Stráníci (Český Jiřetín), Kapitán Kid a Krakatit (Ústí nad Labem), Vltavín (Liberec), Čtyřlístek (Teplice), Báry (Ústí nad Labem), Žalost (Osek), Zelené skivo (Osek).
V současné době spolupracují s Petrem Elmanem coby zaskakujicím baskytaristou a Petrem Zelenkou na kachon a djembe.

## Diskografie
- Když venku prší (2007)
- Za(dosti)snění (2014)
- 2CD 20 let Bob a Bobci - záznam z živého koncertu (2015)
- Mezi řádky (2023)